# Шеве, Эмиль Фредерик Морис
Эмиль Фредерик Морис Шеве (фр. Émile-Frédéric-Maurice Chevé; 28 августа 1829, Нант — 11 февраля 1897, Париж) — французский поэт. Сын (по другим данным, племянник) музыковеда Эмиля Шеве.
В 1844 году поступил в Морскую школу, которую успешно окончил. В 1850 году произведён в лейтенанты флота, в 1859 году — в старшие лейтенанты, служил на военно-морских судах с базированием в Бресте. В 1867 году произведён в кавалеры Ордена Почётного легиона. Вышел в отставку в звании капитана.
После выхода в отставку занялся поэзией, опубликовав в 1882 году первую книгу стихов «Мужские черты» (фр. Virilités), за которой последовали сборники «Океаны» (фр. Les Océans; 1884), «Хаос» (фр. Chaos; 1887) и «Пучины, море, грёза, мрак и смерть» (фр. Les Gouffres, la mer, le rêve, les ténèbres, la mort; 1890). По мнению издателя последней книги Шеве Альфонса Лемерра, «произведения Шеве принадлежат преимущественно к жанру философско-описательному», отличаясь мощной энергетикой и силой воображения, позволяющей передавать «страшные и грандиозные воспоминания его морской жизни». Критика XX века отмечала в поэзии Шеве опору на античные образцы в лице Лукреция и новейшую философию в лице Шопенгауэра, а также влияние Леконта де Лиля, замечая также, что в своих сатирических нотах Шеве выглядел несколько наивно.